# Lovelady (Teksas)
Lovelady – miasto w Stanach Zjednoczonych, w stanie Teksas, w hrabstwie Houston.